# تاكويا ناجاتا (منافس ألعاب قوى)
تاكويا ناجاتا (باليابانية: 長田拓也؛ بالكانا: ながた たくや) هو منافس ألعاب قوى ياباني، ولد في 14 يونيو 1994.

## وصلات خارجية
- تاكويا ناجاتا على موقع الاتحاد الدولي لألعاب القوى (الإنجليزية)
- تاكويا ناجاتا على موقع الرابطة اليابانية لاتحادات ألعاب القوى (اليابانية)